# 리얼 월드/로드 룰즈 챌린지: 더 건틀릿
리얼 월드/로드 룰즈 챌린지: 더 건틀릿(Real World/Road Rules Challenge: The Gauntlet)는 《리얼 월드/로드 룰즈 챌린지》의 7번째 시즌이다.